# Bart Hess
Bart Hess (Geldrop, 2 januari 1984) is een Nederlandse kunstenaar en ontwerper. Het werk van Hess bevindt zich op het snijvlak van vormgeving, mode en beeldende kunst. Hij maakt materiaalstudies, animaties en foto's waarin de relatie centraal staat tussen mens en materiaal, natuur en technologie. Beroemd is zijn Slime outfit voor Lady Gaga, die zich vormt naar het lichaam van de draagster.

## Opleiding
Bart Hess volgde zijn opleiding aan de Design Academy Eindhoven, in de richting 'Man and Identity'. Zijn afstudeerproject (2007) ‘A Hunt for High-Tech’ is een collectie imitatiebont van zelf bedachte diersoorten met een rare twist. 

## Stijl
Bart Hess beschrijft zijn kunst als "futuristische mode". Zijn aan mode gerelateerde ontwerpen doen surrealistisch aan door de manier waarop hij schijnbaar doorsnee materialen laat samensmelten met het menselijk lichaam. Volgens Bart Hess wordt ons lichaam in toenemende mate een platform voor gevoelige, interactieve technologie. Hij onderzoekt met zijn werk de intieme relatie die materialen hebben op onze huid en zoekt daarbij altijd naar het spanningsveld tussen aantrekking en afstoting. Van zijn ontwerpen maakt hij animaties, foto’s en video’s.   

## Beroemde opdrachtgevers
Hess werkte al vroeg in zijn carrière samen met andere ontwerpers en opdrachtgevers, onder meer Lucy McRae, Nick Knight, Lady Gaga, Iris van Herpen en Walter van Beirendonck. Zo maakte hij een schubbenstof van plastic reepjes voor modeontwerper Iris van Herpen, verpakte mensen in tandenstokers en graspollen, ontwierp een campagne voor Levi’s met latex handschoenen, werkte mee aan de styling van modeshoots in Vogue en Another Man Magazine. Zijn beroemdste werk is een jurk van slijm die hij drapeerde om het lichaam van popster Lady Gaga. Voor deze jurk liet hij vijftien kilo slijm van Eindhoven naar New York verschepen.

## Tentoonstellingen
Rijksmuseum Twente presenteerde van 17-3-2014 t/m 5-1-2015 de tentoonstelling A Hunt for High Tech, de eerste museale solotentoonstelling van Bart Hess. 
Andere (internationale) exposities:
- 2013 Red Never Follows, Saatchi Gallery, London, UK
- 2013 Future Perfect, Architecture Triennale Lisbon, Lisbon (PRT)
- 2013 Dressing The Screen, The Institute Of Contemporary Arts, Singapore (SGP)
- 2013 ARRRGH! Monstres de Mode, la Gaîté lyrique, Paris (FR)
- 2013 ARRRGH! Monsters in de mode, Centraal Museum Utrecht (NL). Bart Hess en Bas Kosters maken speciaal voor deze tentoonstelling in opdracht van het Centraal Museum een nieuw ontwerp.
- 2014 Physical/ité, Digital Arts Biennial, Museum of Contemporary Art, Montreal, (CA)

## Prijzen
- Winnaar Dutch Design Awards (2011)[4]
- Nominatie voor Rotterdam Design Prijs (2012)
- Winnaar Profiel Prijs - stichtingprofiel.eu (2013)
- Nominatie New Technological Art Award (2014)
- Nominatie Material Innovation Award, The Arts Foundation (2014)